# Imogen Heap
Imogen Heap angol énekesnő, zeneszerző Essex városából. 1977. december 9-én született, ismertségét a Frou Frou együttes tagjaként, majd 2005-ben a Speak for Yourself című szólóalbumával szerezte; kétszer jelölték Grammy-díjra.

## Életrajz

### Korai évek
Imogen Heap gyerekkorától zenél, több klasszikus hangszeren is játszik. Fő hangszere a zongora, de játszik csellón, klarinéton, gitáron, dobon és Array Mbirán is. Zenét szerezni tizenegy éves korában kezdett. A terapeuta édesanya és a rock boltos édesapa Imogen tizenkét éves korában elváltak. Internátusba került, ahol azonban féktelen viselkedésének következtében összetűzésbe került zenetanárával. Büntetésképpen egyedül hagyta Heapet zenetanulmányaiban; ennek köszönhető, hogy Imogen szinte mindent saját magától, autodidaktaként sajátított el. Így ismerkedett meg a sequencerrel vagy a sampler használatával egy Atari számítógép segítségével. Ez iránti érdeklődéséből következően tanulmányait BRIT School Of Performing Arts & Technology in Croydon, Surrey iskolájában folytatta. Az első szerződését 17 éves korában kapta a független Almo Sounds nevű kiadótól, és sikerült egy igen rangos helyen bemutatkoznia: négy dalt adott elő barátaival Prince's Trust Koncerten (1996), olyan előadók közt mint a Who és Eric Clapton.

### 1998–2001:i MegaphoneésBlanket
Heap bemutatkozó albuma, az I Megaphone (a cím egy anagramma az "Imogen Heap" névből) az Almo Sounds kiadónál jelent meg 1998-ban és kitűnő kritikákat söpört be. Olyan előadókhoz hasonlították, mint PJ Harvey, Kate Bush és Annie Lennox. Az album vegyesen tartalmazott saját és producereivel: David Kahne-nel, Dave Stewart-tal és Guy Sigsworth-szel közös szerzeményeket. A korong promóciójába egy európai körút és amerikai turné is beletartozott, ami szintén tovább növelte a népszerűségét, híre szájról szájra járt. Három száma limitált példányszámú kislemezen megjelent az Egyesült Királyságban: a "Getting Scared", a "Shine" és a "Come Here Boy." Az amerikai rádióállomásoknak is elküldték ezt az anyagot, de ott a "Shine" helyett az "Oh Me, Oh My" című dal szerepelt.
Heap kezdeti sikereit hamarosan problémák árnyékolták be: az Almo Sounds beszüntette a támogatását a szigetországban, miközben határidőt szabtak neki a második album dalainak leszállításához. Ezek átadásakor azt a bírálatot kapta, hogy a dalokban nincs meg a "sláger-lehetőség", és egy éven keresztül függőben tartották a dolgot. A helyzetet tovább rontotta, hogy a labelt eladták a Universal-nak, a hozzájuk tartozó előadók felvételei vagy az új tulajdonoshoz kerültek, vagy egyszerűen kidobták őket. Heapnek távoznia kellett, így lemezszerződés nélkül maradt.
Guy Sigsworth-tal megalapították a Frou Frou nevű duót, ami kereskedelmileg is sikeressé vált, majd kiadta második szólóalbumát Speak for Yourself címen, majd az "i Megaphone" is lehetővé vált újra kiadnia. Ez 2006. november 14-én jelent meg egy időben 2006-os amerikai turnéjával.
Az Almo Sounds-i fogságának ideje alatt két önálló felvétellel jelentkezett. Az egyik a "Meantime", amelyet Guy Sigsworth és Alexander Nilere írtak egy független brit filmhez (G:MT - Greenwich Mean Time), a másik pedig a "Blanket", amely az Urban Species azonos című albumán jelent meg. Ebben az időben az i Megaphone-t licencelte az Almo Sounds-tól a japán Aozora Records, amely újra népszerűsítette és kiadta az albumot 2002 januárjában, de az eredeti számok mellett ez a kiadás tartalmazta a "Blanket"-et is és a b-oldalon az "Aeroplane"-t is a Frou Frou-tól, sőt egy videóval is jelentkeztek a japán médiában. Az album teljesen új csomagolásban, új design-al és egy előzőleg elérhetetlen rejtett dallal, a "Kidding"-el szerepelt rajta, amit az 1999-es turnén élőben vettek fel. Az Almo Sounds eladása és feloszlása után az japán "i Megaphone" lemezek kikerültek a forgalomból. Egy brazil kiadó, a Trama Records azonban megvásárolta a licencet és újra kiadta az albumot limitált példányszámban. Az album az USA-ban is újra megjelent 2006 elején az iTunes zenebolt kínálatában, és megvásárolhatóvá vált Heap internetes oldaláról is. Az "i Megaphone" nemzetközi újra bemutatkozásának szünetében fogalmazódott meg egy második szólóalbum elkészítésének igénye, így Heap újra dalokat kezdett írni szólóban és Guy Sigsworth-tal közösen is; ám, mivel nem volt lemezszerződése, a dalok a fiókban maradtak.

### 2002–2003: Frou Frou
Heap továbbra is kapcsolatban volt Guy Sigsworth-tel, akivel már dolgozott együtt az I Megaphone album "Getting Scared" című számán, és ami a közös projektükhöz, a Frou Frou-hoz is vezetett.
Az első ötletek szerint Sigsworth mint producer állított volna össze egy albumot egy énekes, egy dalszerző, költő vagy rapper közreműködésével, Frou Frou néven. Heap elmondása szerint azzal hívta meg a stúdióba, hogy írjon szöveget az egyik négy ütem hosszú dallamára, amihez egy feltételt szabott: valahol szerepeljen benne a "szerelem" szó. Az első ötlete a "lung of love, leaves me breathless" sor volt, a Details album "Flicks" című száma így meg is született. Egy hét múlva Sigsworth újra felhívta és együtt megírták a "Breathe In" című számot, ez így ment egész addig, amíg a fél album el nem készült. 2001 decemberében úgy döntöttek, hogy duóként dolgoznak tovább
Az első közösen jegyzett számuk egy remix volt: az "Airplane" (később "Aeroplane"-re nevezték át) egy közösen írt számuk feldolgozása volt, ez a "Shine" kislemez B oldalán és az I Megaphone album japán újrakiadásán volt hallható.
2002 augusztusában kiadták a Details című albumot. Kislemezen a Breathe In, az It’s Good to Be in Love, és a Must Be Dreaming jelent meg (bár az utóbbi kettő nem került kereskedelmi forgalomba). Az albumon a duó kitűnően együttműködött, Imogen vokálozott, de együtt alkottak és zenéltek. Noha a kritika kedvezően fogadta, de a nagyközönségnek nem annyira nyerte el a tetszését, mint ahogy számították, így aztán 2003-ban egy világ körüli turné után, amely során Angliában, Európában és az Egyesült Államokban is megfordultak, a kiadójuk, az Island Records nem adott lehetőséget egy második album elkészítésére. Ám ekkora már Heap szólóénekesként is bemutatkozott, azonban szólókarrierjét már nem bízta erre a kiadóra a Details-el kapcsolatos rossz tapasztalatai miatt. Később így nyilatkozott erről: "Ha valaki elviszi az ingét a tisztítóba és ott kiégetik, akkor az csak annyit mond majd hogy »Köszönöm szépen, holnap hozok egy másikat«? Nyilván nem. Nem kötöttünk üzletet." Heap és Sigsworth barátként váltak szét, és dolgoztak együtt a Frou Frou project után is, többek között ideiglenesen újra összeálltak 2003 végén, amikor is egy Bonnie Tyler klasszikus dolgoztak fel; a "Holding Out For A Hero" a Shrek 2 című film zenéjeként a stáblista alatt hallható. A Frou Frou népszerűsége újjáéledt, amikor a "Let Go" című számuk a Garden State című független film zenéjeként tűnt fel. A "Let Go" szerepelt még Holiday című karácsonyi kasszasiker filmzenéjeként is, melyet 2006-ban mutattak be a mozikban.

### 2004–2005:The O.C.és aSpeak for yourself
2003 decemberében Heap bejelentette, hogy az új albumának alakulását a rajongók a honlapján mint afféle blogon követhetik nyomon, sőt, még egyfajta művészeti vezetői szerepre is "felkérte" őket a "Daylight Robbery" szövegének megírásához (a dal alapja eredetileg egy tévéreklámhoz készült).
Határidőt is kitűzött magának: a mesterszalagnak egy év alatt, azaz 2004 decemberére kellett elkészülnie. Mivel a lakása értékes ingatlannak tűnt, így jelzálog hitelt vett fel az ingatlanra terhelve, hogy a lemezköltségeket állni tudja, beleértve a stúdióbérlést (ahol korábban Dizzee Rascal zenész lakott) és hangszerek vásárlását. Az év folyamán a számok demóit az amerikai KCRW rádióállomás folyamatosan játszotta, ahogy ők támogatták a Frou Frou-t is.
2004 végén, az album elkészültekor a honlapján két dalt közzé is tett a lemezről, a közönség így a megjelenés előtt megismerhette ezeket - a "Just For Now" című csak rövid ideig, egyfajta karácsonyi ajándékként volt elérhető, a "Goodnight And Go" pedig a The O.C. című amerikában futó sikeres tévésorozat második évadának zenéjeként december elején. Heap 2006-os Lawrenceben tartott koncertjén elmondta, hogy a "Just For Now" című szám ugyancsak a tévésorozat részére készült, a karácsony és a hanuka összevonásából "Chrismukkah" lett volna a címe, de a producerek "túl sötétnek" találták.
A The O.C.-ben 2005 áprilisában egy másik felvétel is szerepelt: a ritkán alkalmazott vokóderrel készült "Hide And Seek" (Bújócska) című dal a második évad záróepizódjában illetve Caleb Nichol temetésén hangzott el. A felvétel azonnal letölthető volt digitális formában például az amerikai iTunes Store-on, ahol azonnal fel is került a slágerlistákra. A dal az angol iTunes Store-on 2005. július 5-én jelent meg - a sorozat utolsó részének vetítésével egyidőben -, és rögtön első is lett az iTunes Store letöltései között, és így felkerült a brit top letöltések közé is. A sorozat harmadik évadja már a "Speeding Cars" című dalával mutatkozott be, a záró dal pedig Leonard Cohen "Hallelujah" című száma lett Heap feldolgozásában. Az sorozat első évadja ugyanezzel a számmal végződött, csak akkor Jeff Buckley előadásában.
Okulva a múltbeli rossz tapasztalataiból a kiadókkal kapcsolatban Heap úgy döntött, hogy saját maga fogja kiadni a lemezét az Egyesült Királyságban, így ennek érdekében alapított egy saját kiadót Megaphonic Records néven. A "Speak for Yourself" album – amely Heap elmondása szerint "inkább Madonna, mint Guns N’ Roses és inkább Donnie Darko, mint Dirty Dancing… elektronikusan elvarázsolt zaj a zenekari dallamok, hárfa és társai között, nagyszerű szövegekkel". Nagy-Britanniában 2005. július 18-án jelent meg CD-n és az iTunes Store zeneboltjában, ahol rögtön bekerült a top10-be, az első 10000 darab CD szinte rögtön elfogyott, felosztva a nagy és független lemezboltok és Heap saját online shopja közt. A "Hide And Seek" – köszönhetően a The O.C. népszerűségének – a népszerű angol rádióadók kitüntetett figyelmét élvezte, a BBC Radio One adó DJ-je, Scott Mills úgy jelentette be, mint a hét rekorderét és éles reakciókat provokált ki az adó többi DJ-jétől is az "imádd vagy gyűlöld" kijelentésével. A nagy népszerűség okán egy speciális, limitált példányszámú (1500 db) kislemezt adtak ki 7" méretű lemezen szeptemberben, melyen egy exkluzív dal, a "Cumulus" is helyt kapott, ám a lemez A-oldalán csak vokál szerepel. A szám később megjelent a The Chillout Session 2006 című válogatáslemezen is, ahol más dalok közt szerepelt a "Goodnight And Go" és a "Headlock" is.
2005 augusztusában Heap bejelentette, hogy licencelte a Speak for Yourself albumot a Sony BMG egyik kiadójának, az RCA Victor-nak annak érdekében, hogy az megjelenhessen az USA-ban, Kanadában és Mexikóban. Az lemez novemberben jelent meg, és a Billboard Top 200-as listájának 144. helyén debütált, miközben Imogen a Hotel Café turnén vett részt, ezzel, mint egy mini-turnéval népszerűsítette az anyagot. A koncerteken Imogen egy egyszemélyes zenekart alkot, egy Apple laptoppal keveri a zenét, énekel, zongorázik és Array Mbira-n zenél. Az album második dalát a Goodnight And Go-t David Letterman késő esti showjában is bemutatta, majd pedig Jay Leno műsorában is, ahol a "Hide And Seek"-et is előadta. Mikor visszatért az Egyesült Államokba már 120000 lemezeladásról számolhattak be neki, ő pedig bejelentette angliai turnéjának időpontját, amelyen márciusban a régi csapatával volt látható a Shepherds Bush Empire-n , októberben pedig az újramegnyílt londoni szórakozóhelyen, a The Roundhouse-ban 3300 nézőnek adott koncertet, az újonnan felújított helyen elsőként.

### 2006–napjainkig: a 'White Rabbit'
Mikor Heap bejelentette, hogy visszatér Angliába egyben azt is közölte, hogy aláírt egy szerződést, amely szerint az albumait nemzetközileg és Nagy-Britanniában is a Sony BMG új kiadója, a "White Rabbit" fogja forgalmazni, amit Nick Raphael, a Sony BMG angliai vezérigazgatója írt alá. A szerződésben azt is megfogalmazták, hogy a kiadó csak a promóciót és terjesztést végzi, míg Heap megtartja függetlenségét és a Megaphonic Records korábbi csapatát. A Speak for Yourself albumot tehát újra kiadták 2006. április 24-én, de az igazi promóció csak május 15-én kezdődött el, egy héttel azután, hogy a "Goodnight And Go" kislemez kereskedelmi forgalomba került Ryan Obermeyer által designolt speciális borítóval, limitált példányszámban. A számot Heap újramixelte a rádiók számára, az élő műsorból vett elemeket is beleszőve, és ezt "Immi's Radio Mix"-nek nevezte el, és tulajdonképp ezt adta elő a "Speeding Cars" cím alatt a februári és márciusi koncertjein. A videó, ami a CD-hez készült április elején jelent meg az Music Television és a VH1 műsorán, a többi csatornán pedig a hónap vége felé, és az angliai a hetvenötös toplistán az 56. pozícióba érkezett. Az USA-ban egy másik verzió jelent meg áprilisban, az iTunes Store zeneboltjában pedig a "Goodnight And Go" mindkét remixe ("Speeding Cars" és "Immi's Radio Mix") elérhetővé vált, azonban véletlenül a korábbi televíziós felvételeken rögzített számok kerültek forgalmazásra.
Az albumról harmadikként bemutatta még a "Headlock" című számot egy augusztusi fesztiválon, ami kislemezként 2006. október 16-án jelent meg a Angliában, szintén limitált példányszámban speciális borítóval, még egyszer újramixelve az 'Immi's Radio Mix'-et, és a B-oldalon egy teljesen új, kíséret nélküli vokálszólóval, mely a "Mic Check" címet kapta. A "Headlock" videó premierje egy Manchester-i TV állomáson, a "Channel M"-en mutatkozott be szeptember elején, mielőtt más zenei csatornák kínálatába felkerült volna, és a promóciós CD-n egy új drum and bass feldolgozás is megjelent. Szeptember végén koncertkörútba kezdett az Egyesült Királyságban, és saját MySpace-es oldalán versenyt hirdetett, hogy mely helyszíneken legyenek a kanadai és amerikai turnéjának állomásai. Készített egy felvételt egy flamingókról szóló dokumentumfilmhez, és 2006 júliusában ellátogatott Kenyába, részben inspirációs céllal, részben pedig hangfelvételekért. 2006 decemberében a The Green Room magazine címlapjára is felkerült.
2006. december 7-én két Grammy jelölést is kapott a 49. Grammy-díjra, egyet a "Legjobb új előadó" kategóriában, egyet pedig a "Legjobb filmzene" kategóriában a "Can't Take It In" című daláért. 2007 elején a Verizon kiadta a "Headlock" instrumentális felvételét is. Heap mostanában elhatározta, hogy 2007-ben befejezi a Disney dokumentumfilm hangszerelését és nekilát harmadik szólóalbumának, amely várhatóan 2007 végén – 2008 elején fog megjelenni. 2007 nyarán a MySapce-es oldalán kijelentette, hogy kiszállt a Disney-projekt-ből, hogy többet tudjon az új album készítésére koncentrálni. A VBlog #8-on bejelentette, hogy van két dala az új albumhoz: a "Black Sheets" és a "Seat Covers".

### Ellipse
Imogen a népszerű videómegosztó weboldalon (YouTube) a 21. Videóblogjában elmondta, hogy kéthetente szeretnének elkészíteni 1 dalt. Ez azt jelenti, hogy ha az album 11-12 dalt tartalmaz majd, akkor körülbelül szeptemberre készül el. Tehát egy karácsony körüli megjelenés a valószínű.

### Sparks
Imogen 2011-ben belekezdett negyedik albumába. A terv az, hogy minden harmadik hónapban megjelenjen egy dal. A dalok először a '#Heapsong' elnevezést kapják. Eddig megjelent:
- Lifeline (Heapsong1)
- Propeller Seeds (Heapsong2)
- Neglected Space (Heapsong3)
- Minds Without Fear (Heapsong4)
- Xizi She Knows (Heapsong5)
- Me The Machine (Heapsong6)
- You Know Where To Find Me (Heapsong7)

Dallista:
1. You Know Where To Find Me
2. Entanglement
3. The Listening Chair
4. Cycle Song
5. Telemiscommunications (feat. Deadmau5)
6. Lifeline
7. Neglected Space
8. Minds Without Fear (feat. Vishal-Shekhar)
9. Me The Machine
10. Run-Time
11. Climb to Sakteng
12. The Beast
13. Xizi She Knows
14. Propeller Seeds

### Zenék Imogen Heap albumairól tévéfilmekben és mozikban
A régi környék:Let go
Holiday:Let go

## Más előadókkal közös munkák
2007: Dj Tiesto készített remixet Imogen Hide and Seek című számára, amely az In Search Of Sunrise sorozat 6. (Ibiza) albumára került fel.
2009: IAMX-szel közösen is készített egy dalt, My Secret Friend címmel.

## Diszkográfia

### Szólóalbumok
- I Megaphone (1998/2002/2006) · (Almo Sounds/Aozora Records)
- Speak for Yourself (2005) (US #144 · Megaphonic Records/RCA Victor/White Rabbit)
- Live Session (iTunes Exclusive EP) (2005)
- Ellipse (2009. augusztus)
- Sparks (2014)

### Kislemezek
- Getting Scared (1998 · Almo Sounds)
- Shine (1998 · Almo Sounds)
- Come Here Boy (1998 · Almo Sounds)
- Oh Me, Oh My (csak promó; 1998 · Almo Sounds)
- Blanket With Urban Species (1999 · Talkin' Loud/London Records)
- Hide and Seek (2005 · Megaphonic Records/RCA Victor)
- Cumulus (csak az iTunes Store-on; 2005 · Megaphonic Records)
- Goodnight and Go (2006 · Megaphonic Records/White Rabbit/RCA Victor) (UK: #56)
- Headlock (2006 · Megaphonic Records/White Rabbit/RCA Victor) (UK: #74)
- First Train Home (2009)
- Lifeline (2011)
- Propeller Seeds (2011)
- Neglected Space (2011)
- Minds Without Fear (2011)
- Xizi She Knows (2012)
- Telemiscommunications feat. Deadmau5
- You Know Where To Find Me
- Me The Machine

### Frou Frou
- Details (2002 · Island Records/MCA/Universal) (UK: #128)
- Breathe In (kislemez) (2002 · Island Records/Universal) (UK: #44)

### Összeállítások
- I Still Know What You Did Last Summer Soundtrack – "Getting Scared" – (1998 · Warner Music Group)
- Virtual Sexuality Soundtrack – "Come Here Boy" – (1998 · EMI)
- G:MT: Greenwich Mean Time Soundtrack – "Mean Time" (with GMT) – (1999 · Island Records/Universal)
- Women Talking Dirty Soundtrack – "Getting Scared" – (2001 · Polygram International)
- Garden State Soundtrack – "Let Go" (Frou Frou) – (2004 · Epic/Sony Music)
- Shrek 2 (Original Soundtrack) – Holding Out For A Hero (Frou Frou) – (2004 · Universal)
- Music From The O.C. – Mix 4 – "Goodnight And Go" – (2005 · Warner Music Group)
- Music From Six Feet Under: Everything Ends – "I'm A Lonely Little Petunia (In An Onion Patch)" – (2005 · Astralwerks/EMI)
- Just Like Heaven Soundtrack – "Spooky" – (2005 · Sony BMG)
- Music From The O.C. – Mix 5 – "Hide And Seek" – (2005 · Warner Music Group)
- The Chronicles of Narnia: The Lion, the Witch and the Wardrobe (soundtrack) – "Can't Take It In" – (2005 · Disney Records/EMI)
- The Last Kiss Soundtrack – "Hide and Seek" – (2005 · Lakeshore Pictures)
- Plague Songs Various Artists – "Glittering Clouds (Locusts)" – (2006 · 4AD)
- The Holiday Soundtrack – "Let Go" and "Just for Now" – (2006)